# Rally Ciudad de Pozoblanco de 2016
El Rally Ciudad de Pozoblanco de 2016, oficialmente 4º Rally Ciudad de Pozoblanco, fue la cuarta edición y última ronda de la Temporada 2016 del Campeonato de España de Rally de Tierra. Se celebró los días 25 y 26 de noviembre y contó con un itinerario de siete tramos que sumaban un total de 94,86 km cronometrados. El vencedor fue Alexander Villanueva, que ya obtuvo un podio en la segunda edición de 2010.
Alexander Villanueva llegaba a la prueba como flamante vencedor del Campeonato tras dejarlo sentenciado matemáticamente. Quedaba por ver quién sería el subcampeón entre Jorge del Cid y Marcos González, aunque el primero contaba con un buen colchón de diferencia.
Villanueva, como también ocurrió en las anteriores ediciones de la prueba, dominó de principio a fin anotándose todos los tramos a excepción del tercero que fue para José Manuel Mora. Del Cid disputaba la segunda plaza con un Mora en clara tendencia ascendente tras el éxito parcial, pero un pinchazo y posterior abandono rompió sus aspiraciones.
Por la tarde, se produjo una gran remontada por parte de Williams Villanueva que acompañaría en el cajón a su hermano. En el último tramo, González arrebató el tercer puesto a del Cid pero no serviría para conseguir el subcampeonato del nacional de tierra.

## Itinerario
| Tramo | Nombre     | Distancia | Hora  | Ganador              | Tiempo  | Líder rally          |
| ----- | ---------- | --------- | ----- | -------------------- | ------- | -------------------- |
| TC1   | El Viso    | 8,15 km   | 08:18 | Alexander Villanueva | 5:05.2  | Alexander Villanueva |
| TC2   | Pedroche   | 15,04 km  | 09:32 | Alexander Villanueva | 9:00.6  | Alexander Villanueva |
| TC3   | El Viso    | 8,15 km   | 10:20 | José Manuel Mora     | 4:58.8  | Alexander Villanueva |
| TC4   | Pozoblanco | 15,32 km  | 13:00 | Alexander Villanueva | 9:41.4  | Alexander Villanueva |
| TC5   | Villanueva | 16,44 km  | 13:53 | Alexander Villanueva | 11:14.8 | Alexander Villanueva |
| TC6   | Pozoblanco | 15,32 km  | 15:53 | Alexander Villanueva | 9:37.1  | Alexander Villanueva |
| TC7   | Villanueva | 16,44 km  | 16:46 | Alexander Villanueva | 11:24.0 | Alexander Villanueva |

## Clasificaciones
| Pos.                      | Piloto               | Copiloto           | Automóvil                | Tiempo     | Diferencia |
| General                   | General              | General            | General                  | General    | General    |
| ------------------------- | -------------------- | ------------------ | ------------------------ | ---------- | ---------- |
| 1.                        | Alexander Villanueva | Óscar Sánchez      | Citroën DS3 R5           | 1:01:10.7  | 0.0        |
| 2.                        | Williams Villanueva  | Borja Aguado       | Mitsubishi Lancer Evo X  | 1:03:09.1  | +1:58.4    |
| 3.                        | Marcos González      | Eduardo González   | Mitsubishi Lancer Evo IX | 1:03:26.6  | +2:15.9    |
| 4.                        | Jorge del Cid        | Nerea Odriozola    | Mitsubishi Lancer Evo X  | 1:03.36.8  | +2:26.1    |
| 5.                        | Carlos Aldecoa       | Javier Goikoetxea  | Ford Fiesta R5+          | 1:05:48.7  | +4:38.0    |
| 6.                        | Javier Pardo Siota   | José Vieitez       | Peugeot 208 R2           | 1:06:26.2  | +5:15.5    |
| 7.                        | Gorka Eizmendi       | Haritz Olasagasti  | Mitsubishi Lancer Evo X  | 1:06:58.6  | +5:47.9    |
| 8.                        | David Nafría         | Axel Coronado      | Peugeot 208 R2           | 1::10:04.4 | +8:53.7    |
| 9.                        | Cristóbal García     | Antonio Pérez      | Ford Fiesta R5           | 1:10:21.0  | +9:10.3    |
| 10.                       | Édgar Vigo           | Fátima Ameneiro    | Mitsubishi Lancer Evo X  | 1:10:59.8  | +9:49.1    |
| Grupo N                   |                      |                    |                          |            |            |
| 1.                        | Gorka Eizmendi       | Haritz Olasagasti  | Mitsubishi Lancer Evo X  | 1:06:58.6  | 0.0        |
| Campeonato Júnior         |                      |                    |                          |            |            |
| 1.                        | Marcos González      | Eduardo González   | Mitsubishi Lancer Evo IX | 1:03:26.6  | 0.0        |
| Vehículos Históricos      |                      |                    |                          |            |            |
| 1.                        | Alejandro Martín     | Francisco Salmerón | Volkswagen Golf II GTi   | 1:27:45.8  | 0.0        |
| Trofeo Pilotos Femenino   |                      |                    |                          |            |            |
| 1.                        | Christine Giampaoli  | Jeannett Kvick     | Peugeot 208 R2           | 1:31:58.2  | 0.0        |
| Campeonato 2RM            |                      |                    |                          |            |            |
| 1.                        | Javier Pardo Siota   | José Vieitez       | Peugeot 208 R2           | 1:06:26.2  | 0.0        |
| Mitsubishi Evo Cup Tierra |                      |                    |                          |            |            |
| 1.                        | Marcos González      | Eduardo González   | Mitsubishi Lancer Evo IX | 1:03:26.6  | 0.0        |
| Copa Kobe                 |                      |                    |                          |            |            |
| 1.                        | Ramón Cornet         | Dani Noguer        | Toyota Aygo              | 1:15:29.8  | 0.0        |
| Campeonato de Andalucía   |                      |                    |                          |            |            |
| 1.                        | Cristóbal García     | Antonio Pérez      | Ford Fiesta R5           | 56:54.4    | 0.0        |